# Zygmunt Kaczor
Zygmunt Kaczor (ur. 13 grudnia 1923 r. w Toczyskach, zm. 1999 r.) – artysta rzeźbiarz, życiowo i artystycznie związany z Kielcami i Kielecczyzną.
W latach 1941–1942 uczył się w Miejskiej Szkole Sztuk Zdobniczych w Warszawie. W latach 1945–1950 studiował w Akademii Sztuk Pięknych w Krakowie między innymi w pracowni Xawerego Dunikowskiego. Po ukończeniu studiów krótko pracował jako instruktor artystyczny w domu kultury w Ostródzie. W latach 1950–1952 zajmował się konserwacją rzeźb architektonicznych w warszawskich pałacach Branickich i Krasińskich. Na stałe zamieszkał w Kielcach, gdzie od 1960 r. kierował Sekcją Rzeźby w Okręgu Kieleckim Związku Polskich Artystów Plastyków.
W pracy twórczej początkowo był zainteresowany rzeźbą monumentalną, szczególnie pomnikową. Zrealizował między innymi pomniki:
- Adolfa Dygasińskiego w Pińczowie,
- Bolesława Prusa w Hrubieszowie.

Istotnym osiągnięciem w jego twórczości był dorobek medalierski, szczególnie dzieła bite przez Mennicę Państwową. Medal jego projektu, z wizerunkiem bramy triumfalnej wzniesionej w Podzamczu Chęcińskim z okazji powrotu zwycięskiego wojska Jana III Sobieskiego spod Wiednia, wybity z okazji 300-lecia odsieczy wiedeńskiej, uznany został za najciekawszy.
Był autorem rzeźb głów:
- Stefana Żeromskiego oraz
- Tadeusza Byrskiego

zrealizowanych dla Teatru im. Stefana Żeromskiego w Kielcach.
Wiele czasu poświęcił dla ratowania dworu w Nikisiałce, gdzie planował autorską galerię portretów wielkich Polaków.
Był autorem wzoru rewersu monet z Mieszkiem I w półpostaci (1979) wybitych jako próbne niklowe monety kolekcjonerskie o nominałach:
- 50 złotych[2],
- 200 złotych[3] (bita również w srebrze w nakładzie 4100 sztuk jako próba kolekcjonerska[4]) i
- 2000 złotych.

Na monetach tych nie ma umieszczonej sygnatury artysty.